# 月の裏側 Complete of the My name is KAI Tour Vol.1
『月の裏側 Complete of the My name is KAI Tour Vol.1』（つきのうらがわ コンプリート・オブ・マイ・ネーム・イズ・カイ・ツアー・ボリューム1）は2001年にリリースされた、甲斐よしひろの2枚目のライブ・アルバム。

## 概要
ソロとしては、1991年発表の『ダブル・イニシアチブ』以来のライブ盤。本作は2000年6月30日の名古屋を皮切りに、松山・大阪・福岡・東京・新潟・宮古島・仙台にて行なわれた、ギター1本一人きりの弾き語りツアー『一人きり甲斐よしひろ My name is KAI』での模様を収録している。
新星堂とTSUTAYAのみで発売され、新星堂で予約・購入すると、MC集が収録された特典CD『The My name is KAI Tour LIVE TALK vol.1』（KAICSP-1）が付いていた。
発売元・レーベルは、所属事務所『甲斐オフィス』内にあるファンクラブ『BEAT VISION』で、初のインディーズ盤となった。品番はKAIC-1。

## 収録曲
1. ブライトン・ロック
2. 三つ数えろ
3. 観覧車
4. かりそめのスウィング
5. 裏切りの街角～安奈
6. BLUE LETTER
7. against the wind[1]
8. 冷血（コールド・ブラッド）
9. 嵐の季節
10. 風の中の火のように
11. 漂泊者（アウトロー）
12. 翼あるもの
13. 熱狂（ステージ）
14. 最後の夜汽車
15. 吟遊詩人の唄